# Lorraine Desmarais

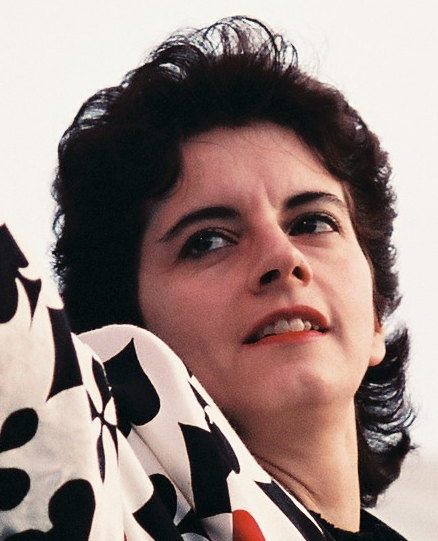
Lorraine Desmarais

Lorraine Desmarais (* 15. August 1956 in Montréal) ist eine kanadische Jazz-Pianistin, Komponistin und Hochschullehrerin.

## Leben
Desmarais erwarb 1979 dem Master in klassischem Piano an der McGill University; 1984 studierte sie  bei Kenny Barron in New York. Beeinflusst von Chick Corea und Oscar Peterson begann sie 1986/86 mit einem eigenen Trio aufzutreten. Mit Tiger Okoshi, der auch auf ihrem gleichnamigen Album (1991) mitwirkte, gastierte sie auf dem Festival International de Jazz de Montréal; 1988 spielte sie mit Paquito D’Rivera. In den 1990er Jahren bildete sie mit Michel Cusson und Michel Donato die Formation Vision, spielte mit eigenem Quartett in Boston und New York sowie mit Marian McPartland und Joanne Brackeen und 1998 mit dem Diva Jazz Orchestra.
Als Solistin und künstlerische Leiterin von verschiedenen Projekten nahm Desmarais eine Reihe von Alben auf, u. a. mit Don Alias (Andiamo), André Moisan, Jean Gaudreault und Ted Baskin vom Orchestre symphonique de Montréal und Michel Bettez vom Orchestre Métropolitain (Bleu Silence); außerdem arbeitet sie im Trio mit Fredéric Alarie (Bass) und Camil Bélisle (Schlagzeug). 2005 gründete sie eine eigene Bigband.
Seit 1979 unterrichtete sie am Cégep Saint-Laurent in Montréal; inzwischen ist sie dort als Professorin tätig.

## Preise und Auszeichnungen
1984 gewann sie den Wettbewerb des Jazzfestivals Montréal; die aus dem Preisgeld entstandene LP Trio Lorraine Desmarais erhielt 1985 einen Félix Award. Als erster Kanadier gewann sie 1986 die Great American Jazz Piano Competition in Jacksonville. Desmarais wurde 2002 mit dem Oscar Peterson Prize des Jazzfestivals Montréal ausgezeichnet. 2004 erhielt sie den Prix à la création artistique des Conseil des arts et des lettres du Québec. Das Album Lost in the Stars von Guido Basso (2003), an dem sie mitwirkte, erhielt einen Juno Award. 2007 wurde sie weiterhin mit dem Prix André Gagnon der Société Professionnelle des Auteurs et Compositeurs du Québec ausgezeichnet.

## Diskographische Hinweise
- - Trio Lorraine Desmarais (Radio Canada, 1985)
  - Andiamo (Radio Canada, 1986)
  - Pianissimo (Radio Canada, 1987)
  - Vision (Les Disques Scherzo, 1991)
  - Lorraine Desmarais (Select, 1991)
  - Bleu silence (Les Disques Scherzo, 1999)
  - Love (Les Disques Scherzo, 2002)
  - Jazz pour Noel / Jazz for Christmas with Jean-Pierre Zanella (Analekta, 2005)
  - Live Club Soda with Tiger Okoshi and Michel Cusson (Analekta, 2007)
  - Lorraine Desmarais Big Band (Analekta, 2009)
  - Couleurs de lune (Analekta, 2012)
  - Danses danzas dances (Analekta, 2016)
  - Street Beat Suite (Analekta, 2023)